# Hospital General Roca
El Hospital Área Programa General Roca a nombre del Dr. Francisco López Lima, conocido como Hospital General Roca es un hospital público de la ciudad de General Roca, en la provincia de Río Negro (Argentina).

## Descripción
El hospital General Roca es el más importante de la provincia y la región, correspondiente a la I Zona Este, y se especializa en medicina general y neonatología.
El 14 de mayo de 1961 se inauguró el nosocomio, en un predio de cuatro manzanas, ubicadas en la zona norte de la ciudad. Su primer director fue el médico cirujano Francisco López Lima (hasta 1964).